# Теорема о трёх перпендикулярах
Теоре́ма о трёх перпендикуля́рах — фундаментальная теорема стереометрии.

## Формулировка
Прямая, проведённая в плоскости через основание наклонной, перпендикулярная к её проекции на эту плоскость, перпендикулярна и самой наклонной.
Более того, верно обратное, то есть если прямая, проведенная на плоскости через основание наклонной, перпендикулярна самой наклонной, то она перпендикулярна и её проекции.

## Пример использования
Докажите, что через любую точку прямой в пространстве можно провести перпендикулярную ей прямую.

### Решение
Решение: пусть а — прямая и А — точка на ней. Возьмем любую точку Х вне прямой а и проведем через эту точку и прямую а плоскость α. В плоскости α через точку А можно провести прямую b, перпендикулярную а.